# Klub „Exotica”
Klub „Exotica” (oryg. Exotica) – film z 1994 roku w reżyserii Atoma Egoyana.

## Obsada
- David Hemblen jako inspektor
- Mia Kirshner jako Christina
- Calvin Green jako celnik
- Elias Koteas jako Eric
- Bruce Greenwood jako Francis Brown
- Peter Krantz jako mężczyzna w taksówce
- Don McKellar jako Thomas Pinto
- Arsinée Khanjian jako Zoe
- Sarah Polley jako Tracey Brown
- Victor Garber jako Harold Brown
- Damon D'Oliveira jako mężczyzna w operze
- Jack Blum jako Scalper
- Billy Merasty jako mężczyzna w operze
- Ken McDougall jako Doorman